# Pornografía en Internet

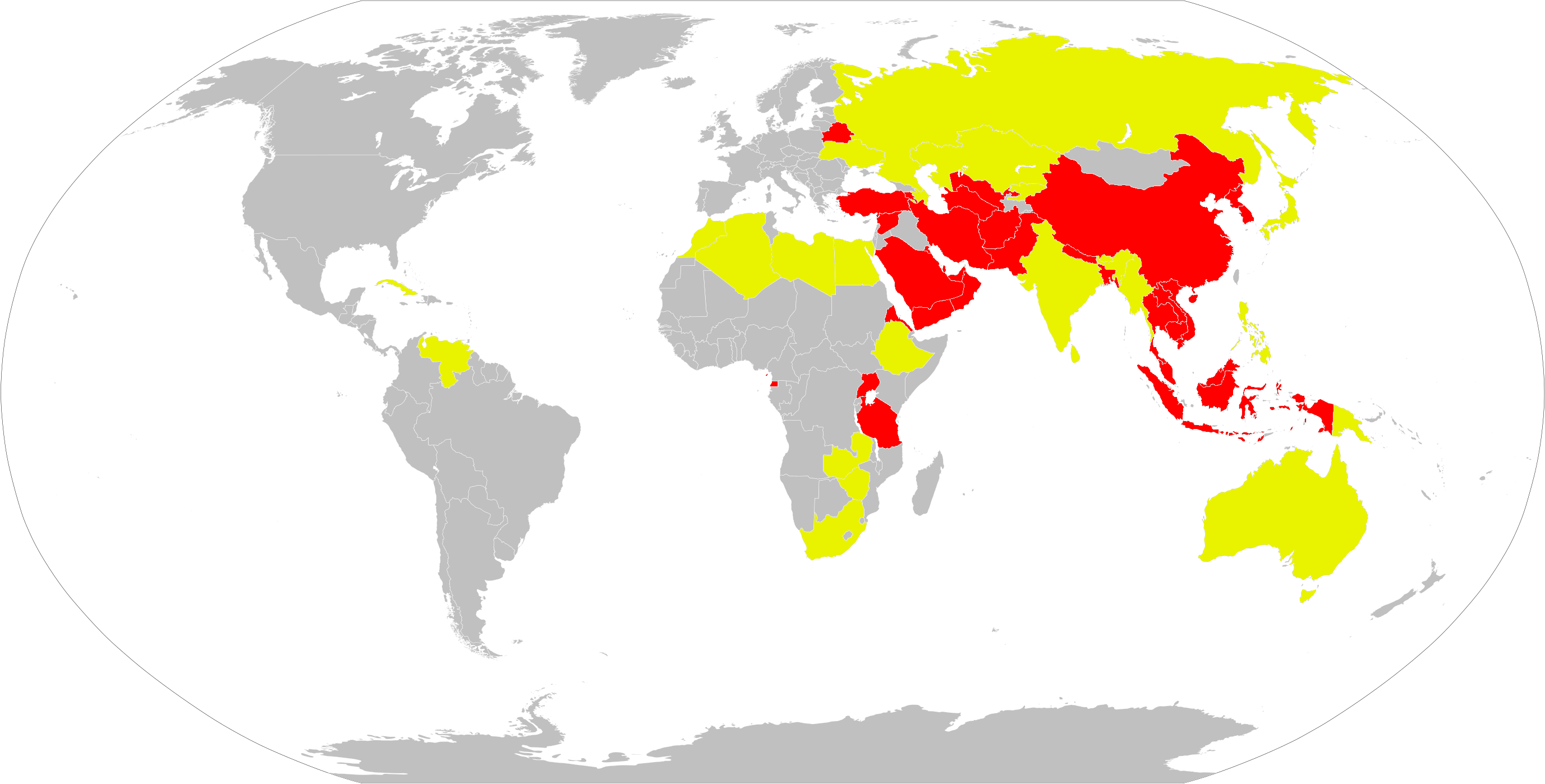
Censura de la Pornografía en Internet por país
Bloqueada
Restringida
Sin censura

El término pornografía en Internet incluye toda la pornografía que se distribuye a través de las distintas tecnologías sobre las que se apoya Internet, principalmente sitios web, y antes por intercambio de ficheros peer-to-peer o grupos de noticias Usenet. Si bien la pornografía ha formado parte de Internet desde los años 1980, fue la invención de la World Wide Web en 1989, así como la apertura de Internet al público general, lo que condujo a una explosión de la pornografía en línea.
Al igual que las cintas de vídeo y los DVD, Internet se ha hecho popular en la distribución de pornografía porque permite que la gente la vea de forma anónima, en el confort y la privacidad de su hogar. Por otro lado, también permite el acceso a la pornografía a gente cuyo acceso estaría restringido legalmente (menores de edad, por ejemplo) o por condiciones sociales.
Sin embargo, la relación entre la pornografía e Internet no es unilateral. Tal y como ha ocurrido con otras innovaciones tecnológicas, como las cintas de vídeo o apps pornográficas, la industria del porno ha ayudado en el desarrollo de Internet. Gracias a ella, se crearon o se popularizaron nuevas tecnologías, entre las que puede contarse el streaming de audio y vídeo, la geolocalización, los distintos sistemas de pago o la validación de usuarios frente a software automatizado.

## Países que prohíben la pornografía en internet
A nivel mundial, 34 países bloquean por completo el acceso a la pornografía en internet.
- Afganistán
- Arabia Saudita
- Armenia
- Baréin
- Bangladés
- Bielorrusia
- Botsuana
- Brunéi
- Camboya
- Catar
- China
- Corea del Norte
- Corea del Sur
- Guinea Ecuatorial
- Emiratos Árabes Unidos
- Eritrea
- Indonesia
- Irán
- Kuwait
- Laos
- Malasia
- Maldivas
- Nepal
- Omán
- Pakistán
- Siria
- Tanzania
- Tailandia
- Turquía
- Turkmenistán
- Uganda
- Uzbekistán
- Vietnam
- Yemen

## Países que restringen la pornografía en internet
A nivel mundial, 28 países restringen o censuran el acceso a la pornografía por internet.
- Argelia
- Australia
- Azerbaiyán
- Birmania
- Bután
- Cuba
- Egipto
- Palestina
- Etiopía
- Filipinas
- India
- Japón
- Kazajistán
- Kirguistán
- Libia
- Líbano
- Marruecos
- Papúa Nueva Guinea
- Ruanda
- Rusia
- Singapur
- Sri Lanka
- Sudáfrica
- Túnez
- Ucrania
- Venezuela
- Zambia
- Zimbabue

## Historia
Hasta principios de los años 1990, la distribución de pornografía en Internet prácticamente se reducía a cuentos y al porno ASCII. No fue sino hasta que Internet se convirtió en una herramienta más accesible al gran público cuando la pornografía en la red se convirtió en un fenómeno de enormes dimensiones. En sus inicios, la distribución en línea de pornografía a menudo consistía en la colaboración de los propios usuarios que subían imágenes escaneadas de revistas para adultos a los grupos de noticias Usenet. Este estilo era generalmente gratuito (sin contar el coste del acceso a Internet) y proporcionaba un anonimato considerable. Dicho anonimato permitía saltarse las restricciones de copyright de forma relativamente sencilla, al tiempo que protegía la identidad tanto de los usuarios que subían contenidos como de quienes los descargaban. Todavía en los primeros años de Internet, otro medio de distribución extendido se basaba en los Bulletin Board Systems (BBS), que podían cobrar el acceso a los usuarios, en lo que podrían considerarse los inicios de la pornografía comercial en internet (aunque técnicamente, los BBS no se accedían a través de Internet).
Sin embargo, no fue hasta la aparición de la World Wide Web cuando se produjo el verdadero empujón a la distribución de pornografía en Internet, tanto gratuita como comercial. El surgimiento de sitios web ofreciendo fotografías de las temáticas más variadas imaginables, vídeos descargables y contenidos vía streaming, incluyendo cámaras webs en directo, permitieron un mayor acceso a la pornografía. Aunque inicialmente lo más habitual eran adaptaciones digitales de emporios pornográficos ampliamente asentados en el mercado, como Hustler, Playboy o Private, los contenidos exclusivos en línea y el aumento de interactividad con los usuarios fueron aumentando progresivamente, distanciándose de otras divisiones.
Durante la década de los 2000 el porno en Internet volvió a sufrir nuevas evoluciones. Por un lado, la aparición de redes de intercambio de ficheros potenció la libertad a la hora de intercambiar pornografía entre los propios usuarios. Por otro lado, las redes sociales en Internet modificaron los hábitos de los internautas, en busca de una mayor interactividad y de la potenciación de las relaciones entre los propios usuarios, tanto virtuales como reales, a través de sitios web de contactos.

## Medios de distribución

### Gratuito o comercial
En la red, existen alternativas tanto gratuitas como de pago a la hora de acceder a la pornografía. El ancho de banda requerido por un sitio web pornográfico es relativamente alto, y el beneficio que se puede obtener gracias a la publicidad puede no llegar a ser suficiente para satisfacer esa demanda, razón entre otras por la cual muchas empresas dedicadas al hosting establecen condiciones especiales cuando se trata de contenidos para adultos. 
Durante la década de los 2000 se han popularizado las páginas web recopilatorias, que ofrecen contenidos gratuitos reducidos proporcionados por las propias páginas de pago, a través de vídeos de baja resolución y corta duración, imágenes de baja resolución o imágenes en miniatura. De esta forma, los sitios de pago obtienen publicidad de sus contenidos y los sitios gratuitos obtienen ingresos por la propia publicidad o por las comisiones si los usuarios terminan registrándose en las páginas de pago a través de sus contenidos. Los TGP (Thumbnail Gallery Post), las listas de enlaces y los directorios de sitios web son buenos ejemplos de esta tendencia.
La popularidad del material pornográfico en Internet se ve en los números, cada segundo 28 258 personas buscan este tipo de material en línea. Entre 1998 y 2005 el número de páginas pornográficas pasó de 14 a 428 millones.
En los últimos tiempos, Internet y la recesión se han combinado para afectar los cimientos económicos de esta industria. De acuerdo a de Free Speech Coalition los ingresos cayeron entre 30-50 % durante 2009. En el caso de Internet, el surgimiento de sitios tubo como pornhub o pornbliz, donde los usuarios pueden bajar escenas sin pagar, ha hecho que el salario por escena haya caído de 500 dólares en el 2007 a 300 dólares en 2009.

### Listas de enlaces
Al contrario de lo que ocurre con las galerías TGP/MGP, este tipo de sitios web no muestran imágenes sino enlaces con textos provocativos o estimulantes para el visitante. Al igual que en las galerías de imágenes, esta recopilación de enlaces aparece categorizada según la temática, y puede conducir a galerías gratuitas, a sitios de pago o a otras listas de enlaces. 
A menudo se presentan en dos formatos diferentes: listas de los sitios más visitados, o listas diarias. Una de las ventajas de este tipo de páginas respecto a las TGP/MGP es que, al basarse en texto, es más fácil que sean reconocidas por los buscadores.

### Usenet
Otra fuente gratuita de pornografía en Internet son los grupos de noticias Usenet, pioneros en albergar dicho material. Sin embargo, entre sus desventajas se encuentran que tienden a presentar una organizada deficiente y a menudo los mensajes no están relacionados con el tema o son spam. Buena parte del tráfico originalmente de Usenet va pasando progresivamente a foros web, donde la creación de grupos de usuarios de confianza favorece la lucha contra el spam y mejora los contenidos.

### Peer to peer
Las redes de intercambio de ficheros P2P constituyen otra forma de acceso gratuito a la pornografía. Aunque muchas de estas redes se han asociado ampliamente al intercambio ilegal de música y películas con derechos de autor, el compartir pornografía también constituye un uso muy popular de las mismas. Algunos sitios comerciales han reconocido esta tendencia y distribuyen contenidos propios de muestra en redes peer-to-peer.

## Pornografía amateur
Desde sus inicios, la inmensa mayoría del porno disponible en Internet ha sido de carácter profesional, tanto por la distribución de scans de revistas para adultos, como por la distribución de películas VHS digitalizadas o directamente DVD, o bien, por la aparición de los sitios web de pago. Sin embargo, tal vez por el exceso de pornografía disponible, el morbo de la "cotidianidad" del porno amateur ha permanecido latente, esperando la oportunidad de eclosionar.
Ya con anterioridad, las supuestas filtraciones de celebridades teniendo actividad sexual, como por ejemplo el vídeo de Pamela Anderson y Tommy Lee en 1997, o más recientemente, la grabación de Paris Hilton en 2003, habían dejado claro que a la gente le gustaba el porno aficionado, más cercano al usuario.

## Formatos de distribución

### Imágenes
Probablemente el formato de distribución más común sean las imágenes, generalmente en formato JPEG. Estas imágenes encuentran sus principales fuentes en revistas pornográficas escaneadas, fotografías tomadas con cámaras digitales o en vídeos que se dividen en frames.

### Vídeos
Al contrario que en la distribución tradicional basada en películas completas con varias escenas, en la web es más común encontrar vídeos cortos con escenas individuales. Los formatos de vídeo más populares son  MKV y MP4. Menos común es la distribución web de vídeos completas de VCD o DVD, si bien por P2P es algo más común.
Otra opción que ofrecen algunos sitios web comerciales es la posibilidad de acceder a los vídeos vía streaming a través del navegador web. A partir de mediados de 2006, se ha comenzado a popularizar la distribución de vídeo de alta definición, habitualmente con el formato WMV HD.
Alrededor de las mismas fechas, y gracias a la popularización de YouTube, surgieron una importante cantidad de sitios web clónicos utilizados como servicio de hosting de vídeos porno. También conocido como Porno 2.0, estos sitios generalmente se basan en tecnología Flash para la reproducción de los vídeos, que suben los propios usuarios. Los contenidos subidos pueden ser vídeos caseros creados por los mismos usuarios o escenas de otros vídeos pornográficos comerciales. Entre las páginas más reconocidas pueden citarse Xtube, Petardas, RedTube, PornTube, XVideos, Megaporn (ya extinta), nonk.nonk.info, RelaxChile, Pornodd, Morboid, PornHub y YouPorn, este último entre los 50 sitios web más visitados según el ranking Alexa en 2007 y 2008.

### Webcams
Otro formato de contenido para adultos que ha emergido con la llegada de Internet ha sido el de las cámaras web. En comparación con las fotografías y los vídeos, es único en el sentido de que no existe un equivalente offline, y por tanto, es posterior a la popularización de la red. En general, se pueden distinguir dos categorías del servicio: shows ofrecidos a miembros de un sitio de pago y sesiones privadas 1-a-1, generalmente ofrecidas en régimen de pay per view. El formato de vídeo más popular para el streaming de cámaras en directo es Flash Video.

### Relatos
Este tipo de material pornográfico incluye el texto y el audio. En el primero de los casos, consiste en la distribución de relatos eróticos vía web, foros, grupos de noticias o correo electrónico, en ocasiones intercalando imágenes para ambientar la experiencia. Respecto al audio, se puede distinguir entre sonidos de personas practicando sexo o bien personas leyendo relatos eróticos. Tiene estricta relación con la literatura erótica, aunque en este sentido, el material disponible suele ser creado por los propios usuarios que comparten sus propios textos ficcionales o autobiográficos.

### Juegos
La inclusión de escenas de sexo y desnudez en los videojuegos ha sido un tema generador de controversia que data de los años ochenta. Mientras que algunos videojuegos por esta época utilizaban algunas imágenes eróticas por motivos publicitarios, algunos comenzaron a ir más lejos, incluyendo actos sexuales dentro de los juegos. Mientras que los lanzamientos en Europa y Norteamérica fueron esporádicos, Japón fue tomando la delantera y creó un subgénero propio de Juegos Porno: el hentai (también llamado eroge). 
Con la explosión industrial del CD-ROM y los juegos multimedia en la década del noventa, la mayoría de los juegos para adultos comenzaron a incluir videoclips con una limitada interacción del usuario. Mientras que la mayoría de los juegos porno no podían considerarse más que pornografía, algunos comenzaron a incluir una historia y un argumento. Esto puede verse en algunos juegos con menos contenido explícito, aquellos oscilaban entre lo que puede considerarse una película de categoría R o PG-13.  
Los creadores de las consolas de videojuegos modernas a menudo tienen políticas contra las representaciones de desnudos y sexualidad explícita, en particular Sony con su marca de consolas: PlayStation. BMX XXX para PlayStation 2 fue censurado, mientras que sí se permitió este juego de contenido XXX en Xbox y Nintendo GameCube. Sin embargo, Sony permitió la desnudez en el título God of War, desarrollado por la misma Sony.
Luego de la popularización de internet, entrando ya en el nuevo milenio (2000) surge una nueva generación de juegos sociales para adultos que unen a múltiples usuarios en entornos sexuales. Entre los ejemplos, se incluyen: Red Light Center, Singles: Flirt Up Your Life y Playboy: The Mansion.
Aunque no fue explícitamente pensado para el entretenimiento de adultos, el mundo virtual del juego Second Life, compuesto casi por completo de contenido creado por sus jugadores, tiene una variedad de entretenimiento para adultos muy exótico, incluyendo desnudos y actividades sexuales completas.
En la actualidad, la mayoría de los juegos porno toman la forma de bootlegs (una edición no autorizada basada en un juego, personaje de cómic o película preexistentes), eludiendo a los creadores originales, que pueden tener políticas contra tales juegos. Los parches, mods o hacks para incorporar a juegos que originalmente no fueron creados con contenido pornográfico pueden agregar escenas sexuales y pornográficas, principalmente para el humor, especialmente cuando la sexualidad nunca fue pensada en el juego original. Algunos ejemplos incluyen los videojuegos de Tomb Raider, el Grand Theft Auto: mod de San Andreas Hot Coffee o Grand Fuck Auto, Call of Booty (basado en Call of Duty), The Elder Scrolls IV: Oblivion y The Elder Scrolls V: Skyrim (ambos con múltiples mods), el mod FakeFactory Cinematic para Half-Life 2 y los hacks de ROM para emuladores de consola.
Internet ha permitido a los juegos porno gozar de una gran disponibilidad y reconocimiento, e incluyen juegos de desarrolladores aficionados en Flash o en Java que se distribuyen de forma gratuita. También ha permitido a los desarrolladores de videojuegos crear y distribuir videojuegos de aventuras de texto para adultos, conocidos como Adult Interactive Fiction (AIF), o bien juegos porno basados en películas como Batballs: Hard Knight Rises (basado en el éxito cinematográfico The Dark Knight).

## Control de contenidos
Junto a la popularización de la pornografía en Internet, surgió la necesidad de ofrecer un sistema de control de contenidos para impedir el acceso a contenidos inapropiados, bien por la edad del usuario (menores de 18 años navegando por Internet sin supervisión directa) o bien por la situación (empleados en tiempo de trabajo, una biblioteca pública, etcétera). De esta forma, quien contrata los servicios de este software puede impedir que desde una computadora o desde una red se pueda acceder a los contenidos que considere inapropiados. Conocidos softwares de este estilo son SAINT App, CyberPatrol, Net Nanny o Bess, entre otros. En ocasiones, los navegadores web también pueden aportar soluciones al control de contenidos, como lo hace por ejemplo Mozilla Firefox, que tiene disponibles extensiones para llevar a cabo la tarea. Otro ejemplo es Safari, el cual permite definir una lista blanca para determinados usuarios. Otros navegadores web delegan la tarea sobre el sistema operativo, como Internet Explorer 7, que permite integrarse con la protección de Windows Vista o el mismo Safari, que se puede integrar con el sistema de control paterno de Mac OS X.
El filtrado de contenido de la Web se puede realizar a varios niveles, desde el ISP, desde el gestor de una red de ordenadores o desde un ordenador personal. Cada uno de los niveles presenta sus problemas de aplicación, estando presente en todo momento el dilema de "¿Quién vigila al vigilante?". El control a nivel de ISP es sin duda el más controvertido, pues se considera como una privación a la libertad de expresión y un acto de censura, pues no es tarea del proveedor de acceso decidir qué contenidos son apropiados para sus usuarios, y los intentos de implantación suelen generar una importante polémica. No obstante, muchos ISP ofrecen como servicio extra algún tipo de control de contenidos, a veces incluidos en un paquete que incluye protección contra spam y virus. Sirvan como ejemplo ONO y su servicio Centinela, además de Telefónica y su servicio Canguro Net.
OpenDNS es un servicio de DNS gratuito, el cual cuenta entre sus opciones con el bloqueo de sitios web con contenido para adultos.

### Métodos de filtrado
El filtrado se puede ejecutar de distintas maneras, cada una con sus ventajas e inconvenientes. La primera distinción a realizar es si el filtrado se va a realizar con una base restrictiva o permisiva. Los dos ejemplos más básicos son las listas negras y las listas blancas (también llamadas listas negativas y positivas, respectivamente). La primera de ellas permite un acceso total a la red, exceptuando los sitios web definidos en una lista. Las listas blancas, por el contrario, prohíben el acceso global a la red, permitiendo solo la visita a los sitios web definidos. El segundo tipo de control es mucho más seguro, pues proporciona un gran control al administrador. Sin embargo, también es mucho más limitado. Es por ello que su uso está poco extendido, generalmente solo en Intranets corporativas.
Otro sistema de control consiste en el etiquetado de sitios web, lo cual permite incluso clasificar por distintos grupos o categorías la protección. Este etiquetado puede ser llevado a cabo por los propios desarrolladores de páginas web o por terceros. PICS (Platform for Internet Content Selection) es un protocolo creado por el W3C cuyo objetivo es categorizar las páginas web. Parte de esta especificación se ha heredado en la especificación de RDF. El sistema de control de contenidos de Internet Explorer en versiones anteriores a la 7 se basaba en este protocolo. La organización ICRA también se basa en este sistema.
El sistema más sencillo, pero también probablemente el más propenso a errores, es el que está basado en palabras clave. Así, en función del texto presente en una página web, se decide si se permite o si se prohíbe verlo. 
La realidad es que resulta difícil conseguir una navegación libre a la vez que segura, y la efectividad del filtrado siempre ha estado en entredicho, bien por el exceso de falsos positivos o por las páginas consideradas inadecuadas que no son filtradas.

## Pornografía infantil
Internet ha cambiado radicalmente la forma en que la pornografía infantil se reproduce y se distribuye, lo cual, según el Departamento de Justicia de los Estados Unidos, ha derivado en un incremento masivo de «la disponibilidad, la accesibilidad y el volumen de pornografía infantil». La producción de pornografía infantil se ha convertido en un negocio muy rentable, generando varios miles de millones de dólares al año, y su consumo no se encuentra ya limitado a los pedófilos (pederastas). Philip Jenkins hizo notar que hay «pruebas abrumadoras de que [la pornografía infantil] es casi imposible de obtener sin medios no electrónicos».
Los distintos servicios que ofrece Internet se han utilizado para la distribución de pornografía infantil. Los chats o redes de mensajería instantánea son un buen ejemplo de ello, con el añadido de que permite la involucración del propio menor en el proceso, pudiendo así contactar con menores de edad para chantajearles u obligarles a participar en la creación de contenidos ilegales.
Las redes P2P han jugado un papel muy importante en el incremento del volumen de pornografía infantil, haciéndola particularmente accesible a cualquier tipo de usuario, compartiendo de forma gratuita y en toda la red ficheros etiquetados de una forma determinada. Por esta razón, a menudo se ha criminalizado el canal de comunicación en lugar del uso que se le da al mismo.
También las redes sociales han supuesto una evolución en la distribución y el acceso a pornografía infantil. El servicio Orkut de Google ha sido motivo de denuncias por albergar álbumes de fotos con supuestamente contenidos pornográficos que involucran a menores de edad.
El NCMEC (National Center for Missing and Exploited Children, en español Centro Nacional de Niños Desaparecidos y Explotados) estimó en el 2003 que el 30 % de la pornografía de Internet incluía a menores de edad como protagonistas, y que desde 1997 el número de imágenes disponibles en Internet se había incrementado en un 1500 %. Sobre esta proliferación de contenidos, el Departamento de Justicia de los Estados Unidos afirmó que «se estima que, en cualquier instante preciso, existen más de un millón de imágenes pornográficas sobre niños en Internet, y unas 200 nuevas imágenes diarias». También comentaron que tan solo una sola persona que había sido arrestada en el Reino Unido poseía 450 000 imágenes, y que un solo sitio web había recibido un millón de visitas en un mes. También se estableció que buena parte de la distribución de pornografía infantil es llevada a caba en "niveles ocultos" de Internet, con una estimación de entre 50 000 y 100 000 pedófilos involucrados en redes pornográficas en todo el mundo, con alrededor de un tercio de las operaciones procedentes de los Estados Unidos. Las cámaras digitales y la distribución en Internet, junto a la facilidad uso de tarjetas de crédito y el traspaso de fronteras ha hecho más fácil que nunca para los usuarios de pornografía infantil el obtener imágenes y vídeos.
En 2007, la Internet Watch Foundation británica informó que la pornografía infantil en Internet se está haciendo más gráfica y brutal, cuadruplicándose el número de imágenes mostrando abusos sexuales violentos desde 2003. El CEO afirmó que «lo más preocupante es que la seriedad y la gravedad de las imágenes está aumentado. Estamos hablando de niños prepúberes (véase preadolescencia) que están siendo violados». Alrededor del 80 % de la pornografía infantil involucra a niñas en el proceso, y un 91 % tiene a niños menores de 12 años como protagonistas. La persecución de distribuidores de estos contenidos es complicada, pues se valen de múltiples servidores internacionales, y en ocasiones transmiten las imágenes de forma fragmentada para evadir la ley.
Pero la llegada de Internet no solo ha favorecido a la difusión de este tipo de contenidos. Igual que ha mejorado la comunicación entre consumidores de este tipo de contenidos en todo el mundo, también ha facilitado el descubrimiento de redes de pornografía nacionales e internacionales. Los cuerpos de seguridad han desarrollado nuevas herramientas para combatir la pornografía infantil y también se han beneficiado de la carencia de anonimato absoluto en las redes informáticas, logrando desbaratar en muchas ocasiones redes de pornografía infantil gracias al rastreo de las comunicaciones. Asimismo, se ha hecho partícipe al ciudadano, facilitando los medios de denuncia en caso de encontrar páginas con contenido pornográfico infantil o pidiendo la colaboración ciudadana de forma directa. Solo en España, se realizó más de medio millar de detenciones en relación con la pornografía infantil en 2008.
En abril de 2008, el motor de búsqueda Google adaptó un programa de software para la facilitar el rastreo de pornografía infantil accesible a través de su página web. Dicho software, inicialmente diseñado para detectar infracciones de copyright en ficheros subidos a YouTube, se basa en el reconocimiento de patrones.
Una revisión sistemática de tres estudios publicada en 2018, uno realizado en Canadá y los otros dos en Estados Unidos, y que contaron con la participación de estudiantes entre los 5 y 19 años, concluyó que la prevención sobre el abuso cibernético tienen efectos positivos en el aumento del conocimiento sobre temas de seguridad en Internet. A pesar de esto, los estudiantes no disminuyeron sus probabilidades de involucrarse en conductas inapropiadas en línea, como revelar su nombre o enviar correos electrónicos y mensajes a extraños. Sin embargo, ante el bajo número de estudios disponibles, resulta imposible sacar conclusiones robustas, por lo que se necesitan más estudios.

### En español
- Rodríguez Turriago, Omar; Rodríguez Turriago, María Consuelo. «Control de contenidos en el Internet: Una realidad que puede ser vista como una amenaza». Archivado desde el original el 22 de junio de 2007. Consultado el 18 de octubre de 2008.

### En inglés
- Guía de introducción a la administración de sitios web para adultos
- Guía para la creación de sitios TGP
- Página a favor de la moralidad en Internet
- Cecil Adams (7 de octubre de 2005). «How much of all Internet traffic is pornography?». Consultado el 19 de octubre de 2008.
- Jeffrey Rosen (verano de 2004). «The End of Obscenity». Consultado el 19 de octubre de 2008.
- «The Art and Politics of Netporn». 1 de octubre de 2005. Consultado el 19 de octubre de 2008.
- Raymond Chan; Emily Reyna; Matt Rubens; Annie Wu (2001). «Not Just Dirty Pictures: The Social and Legal Implications of Online Pornography». Archivado desde el original el 21 de agosto de 2008. Consultado el 20 de octubre de 2008.

- Datos: Q1376252